# Salm (Amblève)
Salm je rijeka u istočnoj Belgiji (pokrajine Liège i Luxembourg). Lijeva je pritoka rijeke Amblève. Izvor je u Ardenima, blizu granice s Luksemburgom u blizini Bovignyja. Salm teče kroz općine Gouvy, Vielsalm i Trois-Ponts, gdje se spaja s rijekom Amblève.

## Povijest
U Drugom svjetskom ratu se na obalama rijeke odvijala bitka. 106. pješačka divizija „Zlatni lavovi” američke vojske držala je rijeku sve dok je Nijemci nisu uspjeli prijeći.

## Vanjske poveznice
|  | Zajednički poslužitelj ima još gradiva o temi Salm (Amblève) |